# Rio Mogi-Guaçu
O rio Mogi-Guaçu é um curso de água que nasce na cidade de Bom Repouso, na serra da Mantiqueira, no estado de Minas Gerais, no Brasil. O rio nasce a 1 650 metros de altitude no sul de Minas Gerais com o nome de Ribeirão do Corisco, e suas águas percorrem a região central e nordeste do estado de São Paulo, até desaguar a 470 metros de altitude no rio Pardo na divisa dos municípios de Pontal, Pitangueiras e Morro Agudo.

## Etimologia
O nome vem do tupi antigo moî'ygûasu, que significa "grande rio que serpenteia" (moîa, "cobra + 'y, "rio" + ûasu, "grande"),

## Bacia hidrográfica
A bacia hidrográfica do rio Mojiguaçu compreende uma área de 14 463 quilômetros quadrados em quarenta municípios, com uma população de um milhão e meio de pessoas, em dois estados (São Paulo e Minas Gerais). O rio atravessa zonas urbanas das cidades de Mogi Guaçu, Porto Ferreira, o distrito de Cachoeira de Emas em Pirassununga, Taquari Ponte em Leme e zona rural de Santa Rita do Passa Quatro. Na sequência, passa pelo norte do município de Descalvado, posteriormente a nordeste e norte do município de São Carlos, prosseguindo em direção a Guatapará e Barrinha.
O rio Pardo é um afluente do rio Grande, que, ao se juntar com o rio Paranaíba, forma o rio Paraná. Na cidade de Mogi Guaçu, o rio tem 50 metros de largura e, em trechos na cidade de Pontal, pouco antes de se unir ao rio Pardo, chega a ter 350 metros de largura (de margem a margem). Quando o Mojiguaçu e  o Pardo se unem, em Bico do Pontal, ficam com duas cores diferentes devido à cor mais clara do Mojiguaçu e à mais escura do rio Pardo, semelhante ao que acontece no encontro dos rios Solimões e Negro.
| UF | Município                  | Zona urbana da sede |
| -- | -------------------------- | ------------------- |
| MG | Bom Repouso                | Não                 |
| MG | Tocos do Moji              | Sim                 |
| MG | Borda da Mata              | Não                 |
| MG | Inconfidentes              | Sim                 |
| MG | Ouro Fino                  | Não                 |
| MG | Jacutinga                  | Sim                 |
| SP | Espírito Santo do Pinhal   | Não                 |
| SP | Itapira                    | Não                 |
| SP | Mogi Guaçu                 | Sim                 |
| SP | Conchal                    | Não                 |
| SP | Araras                     | Não                 |
| SP | Leme                       | Não                 |
| SP | Pirassununga               | Não                 |
| SP | Porto Ferreira             | Sim                 |
| SP | Luiz Antônio               | Não                 |
| SP | Descalvado                 | Não                 |
| SP | Santa Rita do Passa Quatro | Não                 |
| SP | São Carlos                 | Não                 |
| SP | Rincão                     | Não                 |
| SP | Guatapará                  | Sim                 |
| SP | Motuca                     | Não                 |
| SP | Guariba                    | Não                 |
| SP | Pradópolis                 | Não                 |
| SP | Jaboticabal                | Não                 |
| SP | Barrinha                   | Sim                 |
| SP | Pitangueiras               | Não                 |
| SP | Pontal                     | Não                 |

## Turismo
É no distrito de Cachoeira de Emas em Pirassununga que o rio tem o seu principal ponto turístico. Nesse local, cortado pela SP-201, existem vários restaurantes que têm, como pratos especiais, os peixes. É um recanto turístico muito visitado, principalmente pelos romeiros que se dirigem à cidade de Tambaú, por causa do padre Donizetti Tavares de Lima. Ainda, em Cachoeira de Emas, dois importantes locais de estudos e pesquisas sobre peixes de água doce têm sede: Centro Nacional de Pesquisa e Conservação de Peixes Continentais, ligado ao Instituto Chico Mendes de Conservação da Biodiversidade; e a Unidade de Pesquisa e Desenvolvimento do Polo Centro Leste da Agência Paulista de Tecnologia dos Agronegócios. Em Ouro Fino, o rio passa em uma ponte famosa de Ouro Fino, a Ponte Preta, local muito bonito e agradável para se pescar.

## Degradação ambiental
A importância do rio vem crescendo motivada pelo incremento da economia na região. No entanto, o uso predatório e o descaso de autoridades, empresários e da maioria da população está causando a degradação das águas e dos ecossistemas.[carece de fontes?]

## Afluentes
- Rio do Peixe
- Rio Mojimirim
- Ribeirão do Meio
- Rio do Roque
- Ribeirão do Pântano
- Rio do Quilombo
- Ribeirão das Cabeceiras
- Rio Santa Rosa
- Ribeirão Bonito
- Ribeirão das Araras
- Ribeirão Santa Rita
- Descaroçador
- Ribeirão do Ouro
- Ribeirão da Penha